# جان میلار تامسون
جان میلار تامسون (انگلیسی: John Millar Thomson؛ ۲۹ مارس ۱۸۴۹ – ۱۸ آوریل ۱۹۳۳) یک شیمی‌دانان اهل بریتانیا بود.